# Рада (Тамбовская область)
Рада — железнодорожная станция (населённый пункт) в Тамбовском районе Тамбовской области России. 
Входит в Новолядинский поссовет.

## География
Расположена к западу от рабочего посёлка Новая Ляда, на участке железной дороги Тамбов — Кирсанов.

## Население
| 2002 | 2010 |
| ---- | ---- |
| 386  | ↘333 |

Согласно результатам переписи 2002 года, в национальной структуре населения русские составляли 97 % от жителей.

## История
Железнодорожная станция Рада упоминается в 1928 году в перечне населённых пунктов Малоталинского исполкома волостного Совета. При преобразовании села Новая Ляда в рабочий посёлок в 1976 году и создания Новолядинского поселкового Совета, ему была подчинена и железнодорожная станция Рада.